# Dafo si
Dafo si (Klasztor Wielkiego Buddy, chiń. 大佛寺; pinyin Dàfó sì) – chiński klasztor buddyjski o ponad 1600-letniej historii, położony w powiecie Xinchang prowincji Zhejiang.

## Historia klasztoru
Klasztor został zbudowany we wczesnym okresie panowania cesarza Mu Di (345–361) z dynastii Jin w południowo-zachodniej części prefektury Xinchang. Zachowały się zapiski o mnichu Tanguangu, który poszukując piękna znalazł go na górze Sicheng. Zachwycony miejscem wybudował świątynię Yinyue, w której wyrzeźbiono posąg Buddy.
Klasztor ten jest zbudowany na pięciu poziomach. Do głównych budynków należą m.in. budynek Niebiańskich Królów, Główny budynek, budynek Wielkiego Buddy (Dafo) i budynek świętych Pism.
Posąg siedzącego Wielkiego Buddy (być może jest to budda Maitreja) liczy prawie 15 metrów wysokości. Statua pochodzi z okresu panowania wschodniej dynastii Jin. W tym czasie w Chinach nauczali głównie mistrzowie buddyjscy z Indii lub Azji Środkowej i nie wykształciły się jeszcze w pełni chińskie wzorce, dlatego rzeźba ta przypomina typ hinduski lub środkowoazjatycki. W okresie rewolucji kulturalnej miejscowi ludzi zasłonili posag wielkimi portretami Mao Zedonga, aby ustrzec go przed zniszczeniem przez „czerwoną gwardię”, która działała według jasnych wytycznych – „niszczenia wszystkich dawnych tradycji”.
Klasztor znajduje się w pięknej okolicy, która służy jako plener w licznych filmach. W licznych grotach, znajdują się figury tysięcy Buddów. Klasztor znajduje się w rejonie Malowniczego Regionu klasztoru Dafo (ok. 25 km kwadratowych). Jednym z niezwykłych miejsc jest Dolina Pradźni (Banruogu 般若谷), przekształcana od czasów dynastii Song – tworzone są różne jej poziomy, połączone schodami.
Około 300 metrów w kierunku północno-zachodnim od Dafo si znajduje się klasztor Tysiąca Buddów.
Klasztor Dafo jest jedną ze 142 głównych świątyń Chin.

## Obiekty
- budynek Zachodni
- budynek Dizanga

## Adres klasztoru
- No.117 Renmin West Road, Chengguan, Xinchang County, Zhejiang 312500, China
- 中国浙江省绍兴市新昌县南明街道人民西路117号